# Espinassa
Espinasse és un municipi francès situat al departament del Puèi Domat i a la regió d'Alvèrnia-Roine-Alps. L'any 2007 tenia 320 habitants.

## Demografia

### Població
El 2007 la població de fet d'Espinasse era de 320 persones. Hi havia 133 famílies de les quals 49 eren unipersonals (24 homes vivint sols i 25 dones vivint soles), 28 parelles sense fills, 36 parelles amb fills i 20 famílies monoparentals amb fills.
La població ha evolucionat segons el següent gràfic:
Habitants censats

### Habitatges
El 2007 hi havia 276 habitatges, 143 eren l'habitatge principal de la família, 102 eren segones residències i 30 estaven desocupats. 265 eren cases i 11 eren apartaments. Dels 143 habitatges principals, 118 estaven ocupats pels seus propietaris, 22 estaven llogats i ocupats pels llogaters i 3 estaven cedits a títol gratuït; 5 tenien una cambra, 4 en tenien dues, 23 en tenien tres, 38 en tenien quatre i 73 en tenien cinc o més. 122 habitatges disposaven pel capbaix d'una plaça de pàrquing. A 67 habitatges hi havia un automòbil i a 59 n'hi havia dos o més.

### Piràmide de població
La piràmide de població per edats i sexe el 2009 era:
| Homes | Edats   | Dones |
| ----- | ------- | ----- |
| 0     | 95 o +  | 0     |
| 0     | 90 a 94 | 0     |
| 0     | 85 a 89 | 8     |
| 4     | 80 a 84 | 4     |
| 12    | 75 a 79 | 12    |
| 4     | 70 a 74 | 16    |
| 12    | 65 a 69 | 8     |
| 12    | 60 a 64 | 12    |
| 0     | 55 a 59 | 8     |
| 20    | 50 a 54 | 0     |
| 4     | 45 a 49 | 8     |
| 12    | 40 a 44 | 16    |
| 8     | 35 a 39 | 8     |
| 16    | 30 a 34 | 8     |
| 4     | 25 a 29 | 16    |
| 0     | 20 a 24 | 0     |
| 4     | 15 a 19 | 4     |
| 0     | 10 a 14 | 0     |
| 16    | 5 a 9   | 4     |
| 12    | 0 a 4   | 12    |

## Economia
El 2007 la població en edat de treballar era de 178 persones, 114 eren actives i 64 eren inactives. De les 114 persones actives 96 estaven ocupades (59 homes i 37 dones) i 18 estaven aturades (8 homes i 10 dones). De les 64 persones inactives 31 estaven jubilades, 10 estaven estudiant i 23 estaven classificades com a «altres inactius».

### Ingressos
El 2009 a Espinasse hi havia 135 unitats fiscals que integraven 284 persones, la mediana anual d'ingressos fiscals per persona era de 13.079 €.

### Activitats econòmiques
Dels 12 establiments que hi havia el 2007, 1 era d'una empresa de fabricació d'altres productes industrials, 1 d'una empresa de construcció, 3 d'empreses de comerç i reparació d'automòbils, 3 d'empreses d'hostatgeria i restauració, 1 d'una empresa immobiliària i 3 d'empreses classificades com a «altres activitats de serveis».
Dels 4 establiments de servei als particulars que hi havia el 2009, 1 era un taller de reparació d'automòbils i de material agrícola, 1 empresa de construcció, 1 perruqueria i 1 restaurant.
L'any 2000 a Espinasse hi havia 30 explotacions agrícoles que ocupaven un total de 1.139 hectàrees.

## Equipaments sanitaris i escolars
El 2009 hi havia una escola elemental.

## Poblacions més properes
El següent diagrama mostra les poblacions més properes.